# Frontera entre Francia e Italia
La frontera franco-italiana es el límite que separa Francia e Italia. La frontera se extiende por 515 km, al sudeste de Francia y al noroeste de Italia.

## Características

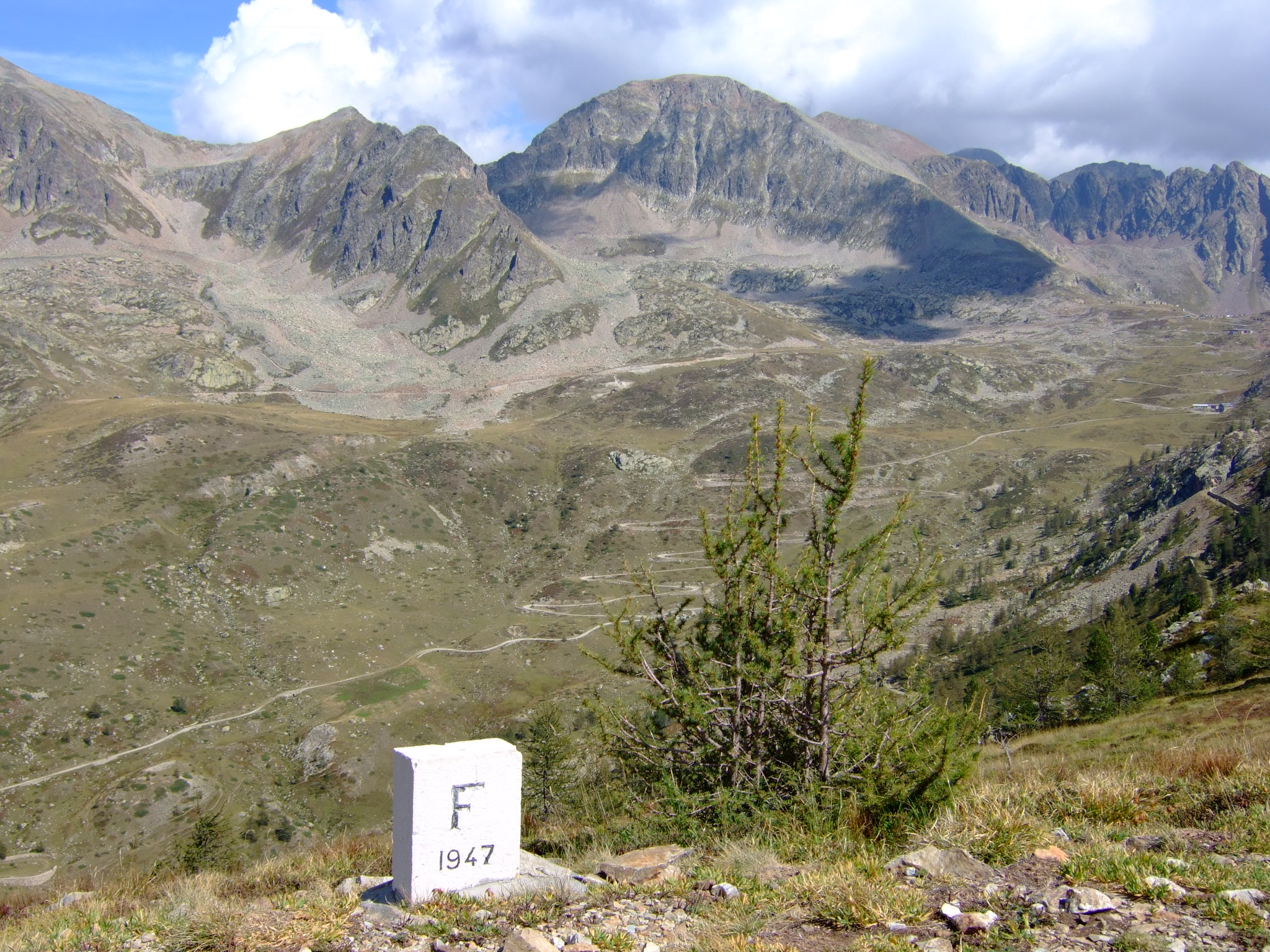
Hito fronterizo, visto del lado francés en los Alpes Marítimos (Francia) y Prov. Imperia (Italia).

Inicia al noroeste por el tripoint constituido con las fronteras franco-suiza e italo-suiza (45° 55′ 23″ N, 7° 02′ 40″ E), sobre la cresta oeste del mont Dolent (3 820 m de altitud), en el municipio francés de Chamonix-Mont-Blanc (departamento de Alta Saboya), el municipio italiano de Courmayeur (Valle de Aosta) y el municipio suizo de Orsières (catón de Valais).
La frontera sigue luego una dirección general hacia el sur, hasta el Mediterráneo, al cual llega al nivel de Menton en Francia y de Ventimiglia en Italia.
La frontera separa tres regiones (Valle de Aosta, Piamonte y Liguria) y cuatro provincias italianas (Aosta, Turín, Cuneo e Imperia) de dos regiones (Auvernia-Ródano-Alpes y Provenza-Alpes-Costa Azul) y cinco departamentos franceses (Alta Saboya, Saboya, Altos Alpes, Alpes de Alta Provenza, y Alpes Marítimos).

### Frontera marítima
La frontera marítima en el mar Mediterráneo es más compleja ya que Córcega se encuentra de hecho en el golfo de Génova. Una frontera separa pues Córcega con la península italiana pero también Cerdeña a través de las bocas de Bonifacio. Un acuerdo ratificado en marzo de 2015 define las zonas de soberanía.

## Pasos de carretera

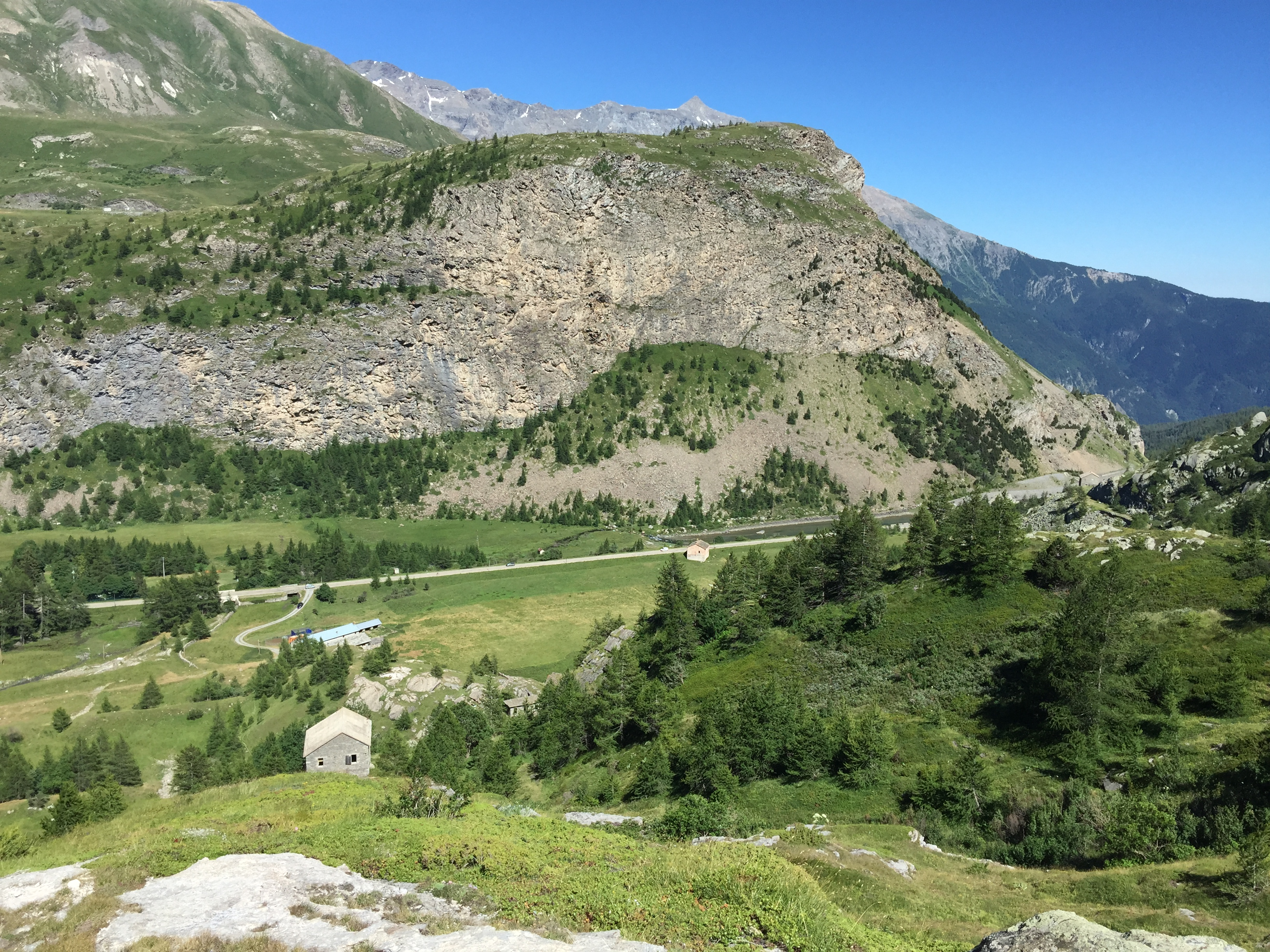
A consecuencia del tratado de París, a partir del final de la meseta de Saint Nicolás que delimita la frontera franco-italiana 10 km después del puerto del monte Cenis.

La frontera franco-italiana es montañosa. Los puntos de paso de carretera entre ambos países están reunidos en esta lista exhaustiva (las carreteras están listadas del norte al sur):
| N.º | Pasaje                          | Altitud (m) |
| --- | ------------------------------- | ----------- |
| 1   | Túnel de Mont-Blanc             | 1 381       |
| 2   | Puerto del Pequeño San Bernardo | 2 188       |
| 3   | Puerto del Mont-Cenis           | 2 081       |
| 4   | Túnel del Fréjus                | 1 297       |
| 5   | Puerto de la Escalera           | 1 762       |
| 6   | Puerto de Montgenèvre           | 1 850       |
| 7   | Puerto de Agnel                 | 2 744       |
| 8   | Puerto de Larche                | 1 991       |
| 9   | Puerto de la Lombarde           | 2 350       |
| 10  | Puerto de Tenda                 | 1 871       |
| 11  | Túnel de Tenda                  | 1 270       |
| 12  | Baja de Sanson                  | 1 706       |
| 13  | Ruta de Ventimiglia             | 220         |
| 14  | Puerto de Vescavo               | 477         |
| 15  | Túnel de la Giraude (A8)        | 220         |
| 16  | Ruta Menton-Ventimiglia         | 4           |

## Historia
La frontera entre ambos países tiene su precedente en la que separaba al reino de Cerdeña y Francia durante el siglo XIX. En 1860, el tratado de Turín agregó la región de Saboya y el condado de Niza a Francia; la precisión de la frontera entre el Imperio francés y el reino de Cerdeña fue efectuada el año siguiente.
Durante la Segunda Guerra Mundial, Italia reivindicó y administró una zona de ocupación a partir del armisticio del 24 de junio de 1940 (armisticio franco-italiano firmado en la villa Incisa cerca de Roma), después extendida a partir del 11 de noviembre de 1942. Los alemanes ocuparon la zona italiana a partir de 1943, y el territorio fue liberado finalmente por el ejército francés entre 1944 y finales de abril de 1945.
La frontera fue modificada por el tratado de París de 1947, por el que Francia se anexó Tende y La Brigue. Esta anexión fue aprobada por los habitantes por plebiscito por una amplia mayoría.

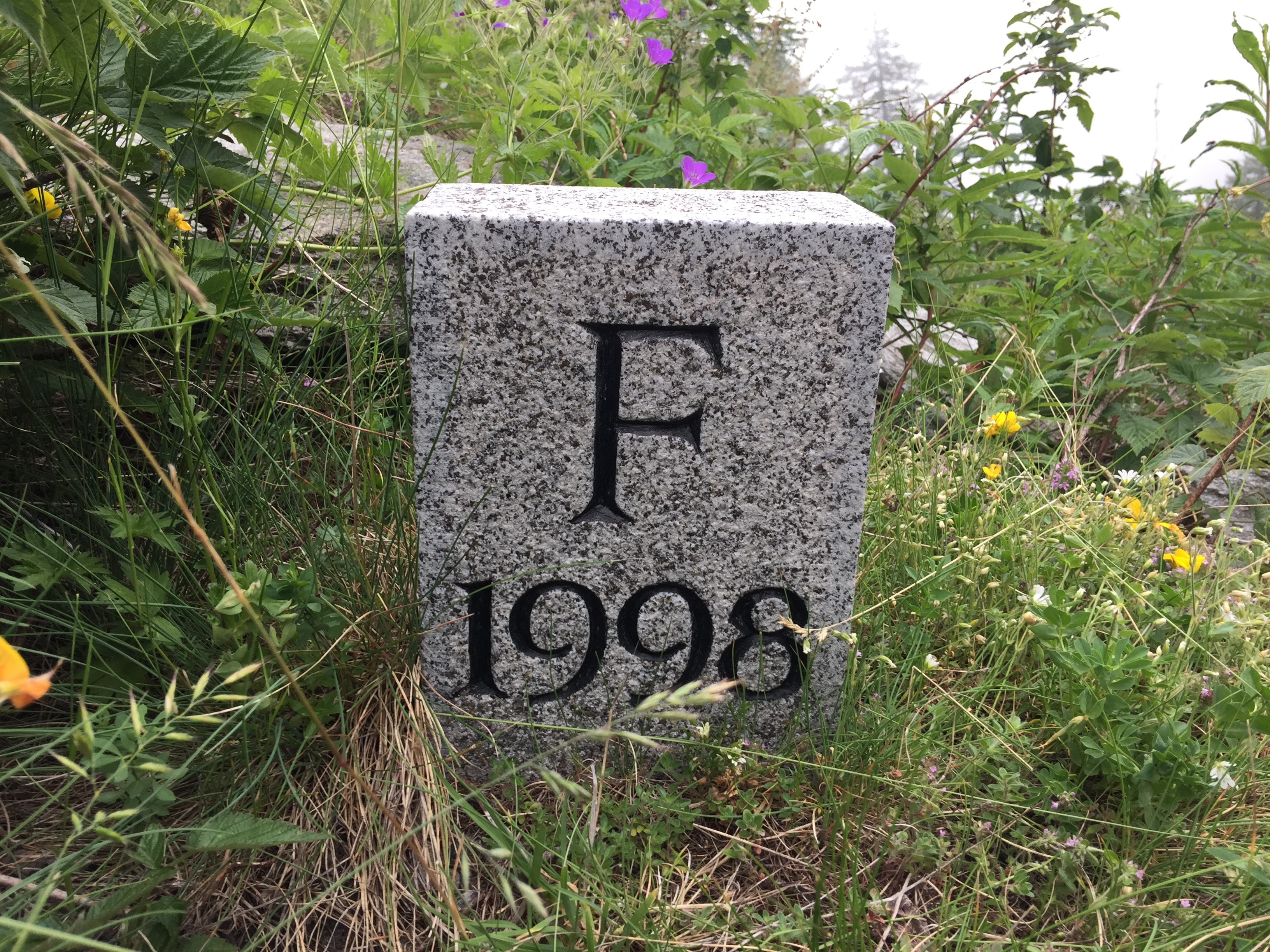
Hito franco-italiano en la región del Mont Cenis al pie del Mont Giusalet sobre la vertiente italiana Saboya (Francia) y Piamonte (Italia)

Desde 1947, variadas soluciones han sido aportadas a algunos puntos que quedaban en litigio :
- en tres sectores en litigio, la demarcación ha sido efectuada con retraso, como consecuencia de un acuerdo informal entre ambos Estados implicados:
  - en 1962 fue amojonado el sector del Clos des Morts, al noreste del mont Chaberton, y las inmediaciones de Olivetta San Michele;
  - en 1989 sólo ha sido amojonado el sector de los lagos de Pega Larga, que forman parte hoy del municipio francés de Isola aunque se ubican sobre la vertiente oriental del canal alpino;
- en el sector del Mont Cenis, un litigio con relación a una superficie muy reducida (un camino y dos pastizales) fue regulado por un intercambio de cartas datadas del 28 de abril de 1964, que no pretende ser «interpretativo» del tratado de París;
- finalmente en Claviere, se procedió a una rectificación de frontera en buena y debida forma, por intercambio de cartas datadas del 28 de septiembre de 1967, pero cuyas formalidades de entrada en vigor están diferidas hasta 1973 (el amojonamiento fue efectuado en 1975).[4][5]

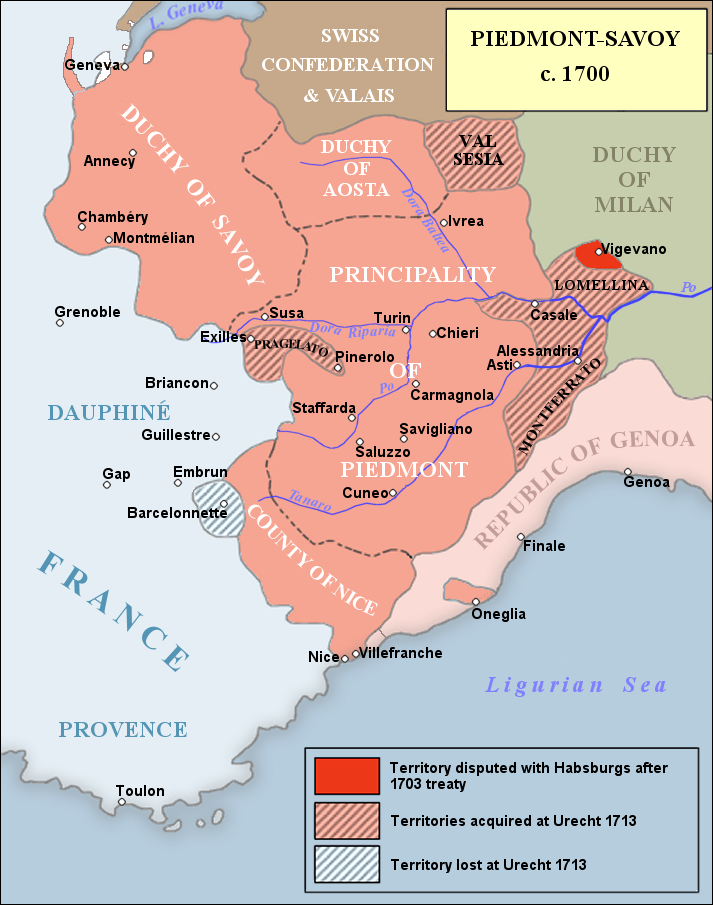
Frontera entre Francia y Saboya en 1700.
Mapa en inglés que muestra las regiones del noroeste de Italia (Reino de Cerdeña, Ducado de Milán, República de Génova) y la frontera con Francia a finales del siglo XVIII.Mapa en inglés que muestra las regiones del noroeste de Italia (Reino de Cerdeña, Ducado de Milán, República de Génova) y la frontera con Francia a finales del siglo XVIII.
Cambios de las fronteras con Niza y Saboya que fueron anexadas por Francia en 1860.
Frontera en el condado de Niza. Línea marrón: frontera de los actuales Alpes Marítimos; en marrón, territorio anexado en 1860; En amarillo, territorio anexado en 1945.

### Frontera sobre Mont-Blanc
Desde el punto de vista de la diplomacia italiana, al principio del siglo XXI un punto quedaba por regular en relación con el trazado de la frontera en la cumbre del Mont Blanc.